# Romanum decet pontificem
Romanum decet pontificem è una bolla pontificia emanata da papa Innocenzo XII il 22 giugno 1692 che bandiva la figura del cardinal nipote, limitando i suoi successori a elevare un solo parente cardinale, eliminando varie sinecure tradizionalmente riservate ai cardinal nipoti e limitandone la rendita a 12.000 scudi.
La bolla fu successivamente incorporata nel Codice di diritto canonico del 1917 nei canoni 240, 2; 1414, 4; e 1432, 1. Nel 1694, la serie di riforme di Innocenzo XII si chiuse con una costosa campagna per eliminare la venalità degli uffici mentre rimborsava i loro rispettivi detentori. Tuttavia, solo tre degli otto papi del XVIII secolo non crearono un nipote o un fratello cardinale. Inoltre due dei tre pontefici erano membri di ordini monastici, cioè senza una famiglia propria.